# Treponema pallidum
Treponema pallidum là một vi khuẩn xoắn ốc và không gian nhỏ gây ra bệnh giang mai, bejel và bệnh ghẻ cóc. Chúng chỉ được truyền duy nhất trong cơ thể con người. Đây là một vi sinh vật cuộn xoắn ốc thường dài 6–15 µm và rộng 0.1–0.2 µm. Các Treponemes có một tế bào chất và màng bên ngoài. Bằng cách sử dụng kính hiển vi ánh sáng, Treponeme chỉ có thể nhìn thấy bằng cách sử dụng ánh sáng trường tối.

## Phân loài
Ba phân loài của T. pallidum được biết đến:
- Treponema pallidum pallidum gây bệnh giang mai
- T. p. endemicum gây bệnh bejel hay bệnh giang mai ở một khu vực đặc hữu
- T. p. pertenue gây ra bệnh ghẻ cóc

Những vi khuẩn này ban đầu được phân loại như là thành viên của loài riêng biệt nhưng mối quan hệ di truyền chặt chẽ của chúng như được chứng minh bằng phân tích lai tạo DNA cho thấy chúng là thành viên của cùng một loài. Treponema carateum, nguyên nhân của bệnh pinta, vẫn là một loài riêng biệt vì không có phân lập có sẵn để phân tích DNA.

## Nhận dạng phòng thí nghiệm

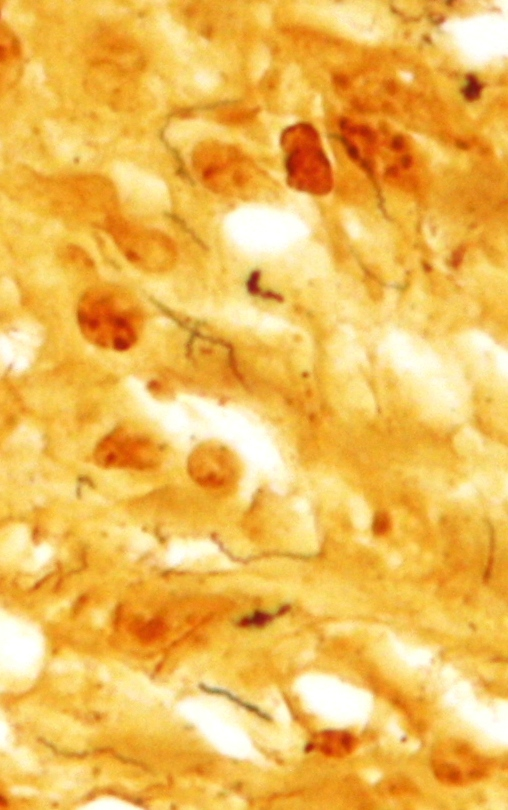
Máy vi tính hiển thị T. pallidum (đen và mỏng)

T. pallidum lần đầu tiên được được xác định trong Chancres Syphilitic bằng kính hiển vi bởi Fritz Schaudinn và Erich Hoffmann tại Charité ở Berlin vào năm 1905. Vi khuẩn này có thể được phát hiện với vết bẩn đặc biệt, chẳng hạn như vết Dieterle. T. pallidum cũng được phát hiện bởi huyết thanh chẩn đoán, bao gồm Nontreponemal VDRL, Reagin Plasma Rapid (RPR), kiểm tra kháng thể Treponemal (FTA-ABS). T. pallidum phản ứng cố định, và xét nghiệm giang mai TPHA. Thành công lâu dài của việc trồng (nuôi dưỡng) T. pallidum trong 1 hệ thống nuôi cấy mô đã được hoàn thành vào năm 2018.

## Ý nghĩa lâm sàng
T. p. pallidum là một dạng xoắn khuẩn, thường được gây ra bởi các quan hệ tình dục, thâm nhập vào vật chủ thông qua các lỗ hổng trong mô biểu mô vảy hoặc biểu mô cột. Sinh vật có thể được truyền đến thai nhi bằng cách chuyển qua giai đoạn sau của thai kỳ, gây ra bệnh giang mai bẩm sinh.Các cấu trúc hình xoắn ốc của T. p. pallidum cho phép nó có thể di chuyển xuyên qua các màng niêm mạc hoặc đâm vào các vết nứt nhỏ trên da. Ở phụ nữ tổn thương ban đầu thường nằm trên môi âm hộ, trên tường âm đạo, hay cổ tử cung; ở đàn ông nó nằm trên dương vật hay đầu dương vật. Nó có thể tiếp cận hệ thống máu và huyết tương của chủ qua các lớp mô và màng niêm mạc.Trong trường hợp nghiêm trọng hơn, nó có thể tiếp cận chủ thể bằng cách tiêm vào khung xương và hệ thần kinh trung ương của cơ thể.
Ba loài gây ra bệnh ghẻ cóc, pinta và bejel, thường gây tổn thương trên da và niêm mạc cũng như trên mô mềm và xương, là về mặt hình thái và huyết thanh không thể phân biệt với T. p. pallidum (giang mai); Tuy nhiên, truyền tải của chúng không về bệnh hoa liễu và quá trình từng bệnh là khác nhau đáng kể.
Thời kỳ ủ bệnh cho T. p. nhiễm pallidum thường là khoảng 21 ngày, nhưng có thể dao động từ 10 ngày đến 90 ngày.

## Bộ gen
Bộ gen của T. pallidum đã được giải trình tự vào năm 1998. Trình tự bộ gen gần đây của một số xoắn khuẩn cho phép phân tích kỹ lưỡng về sự tương đồng và khác biệt trong Phylum của vi khuẩn này và trong loài. T. p. pallidum có một trong những bộ gen vi khuẩn nhỏ nhất với 1,14 triệu cặp base và có khả năng trao đổi chất hạn chế, phản ánh sự thích nghi của nó thông qua việc giảm bộ gen với môi trường phong phú của mô động vật có vú. Hình dạng của T. pallidum phẳng và lượn sóng, không giống như các xoắn khuẩn khác, có hình xoắn ốc.

## Vắc xin
Không có vắc-xin có sẵn nào cho bệnh giang mai kể từ năm 2017. Màng ngoài của T. pallidum có quá ít protein bề mặt để một kháng thể có hiệu quả. Những nỗ lực để phát triển một loại vắc-xin giang mai an toàn và hiệu quả đã bị cản trở bởi sự không chắc chắn về tầm quan trọng tương đối của cơ chế tế bào và tế bào đối với khả năng miễn dịch bảo vệ, và vì Protein màng ngoài của T. pallidum không được xác định rõ ràng. Ngược lại, một số kháng nguyên được biết đến là nội bào và kháng thể chống lại chúng là không hiệu quả để loại bỏ nhiễm trùng.